# Pseudocrangonyx korkishkoorum
Pseudocrangonyx korkishkoorum is een vlokreeftensoort uit de familie van de Pseudocrangonyctidae. De wetenschappelijke naam van de soort is voor het eerst geldig gepubliceerd in 2006 door Sidorov.